# Sellait
Sellait jest minerałem składającym się z fluorku magnezu o składzie chemicznym MgF2. Krystalizuje w układ tetragonalny, zwykle o barwie białej, bądź przezroczystej i szklistym połysku.
Został po raz pierwszy opisany w 1868 roku i nazwany na cześć włoskiego polityka, inżyniera górnictwa i mineraloga Quintina Selli.

## Występowanie
- bitumowe skały dolomitowo-anhydrytowe w lodowcu Gebroulaz we Francji
- ewaporaty w Bleicherode w Niemczech
- wyrzuty i osady wulkaniczne Wezuwiusza we Włoszech
- marmury w Carrarze we Włoszech
- metamorficzne złoże magnezytu w kopalni Brumado w Brazylii
- alkaiczne granity przy jeziorze Gjerdingen w Norwegii